# Crucibulum
Crucibulum es un género de hongos en la familia Nidulariaceae, cuyos cuerpos fructíferos se asemejan a pequeños nidos de aves con huevos. Los cuerpos fructíferos están adaptados para dispersar las esporas mediante el uso de la energía cinética de las gotas de lluvia. Los "huevos" dentro del nido de ave (técnicamente denominados peridiolos) 
son cáscaras cerosas duras que contienen esporas, y tienden a adherirse a cualquier hierba cercana en la que aterrizan, lo que aumenta las probabilidades de ser consumidos y dispersados por animales herbívoros. Los miembros de este género son saprotróbicos, obteniendo sus nutrientes de materia orgánica muerta, y por lo general crecen sobre madera en descomposición y residuos forestales. Las tres especies conocidas de  Crucibulum  (C. laeve, C. parvulum, y C. cyathiforme) se distinguen de otros géneros de Nidulariaceae por su funículo relativamente simple – un segmento de hifas que conecta el peridiolo (los "huevos") con el exterior del nido de ave.